# Samber en Maas (departement)
Het departement Samber en Maas (Frans: Département de Sambre-et-Meuse) was een Frans departement in de Nederlanden, genoemd naar de samenvloeiing van de Samber en de Maas in Namen, de hoofdstad van het departement.
Het departement werd opgericht in 1795 bij de annexatie van de Zuidelijke Nederlanden en de Westelijke Rijnoever. Het werd gevormd met het grootste deel van het graafschap Namen en stukjes van het prinsbisdom Luik, het hertogdom Luxemburg en het hertogdom Brabant.
Na de nederlaag van Napoleon in 1814 ging het departement over in de Nederlandse provincie Namen, waaraan ook het arrondissement Philippeville met Philippeville, Mariembourg en omgeving werden toegevoegd, eerder behorend tot het nu nog bestaande departement Ardennen. Het oostelijke deel rond Durbuy, Marche-en-Famenne en la Roche ging terug naar het nieuwe groothertogdom Luxemburg (later de Belgische provincie Luxemburg).
Het departement was ingedeeld in de volgende arrondissementen en kantons:
- arrondissement Namen, kantons: Andenne, Dhuy (Eghezée), Fosses-la-Ville, Gembloers en Namen.
- arrondissement Dinant, kantons: Beauraing, Ciney, Dinant, Florennes en Walcourt.
- arrondissement Marche-en-Famenne, kantons: Durbuy, Erezée, Havelange, La Roche-en-Ardenne, Marche-en-Famenne en Rochefort.
- Saint-Hubert (thans geen arrondissement meer), kantons: Gedinne, Nassogne, Saint-Hubert en Wellin.

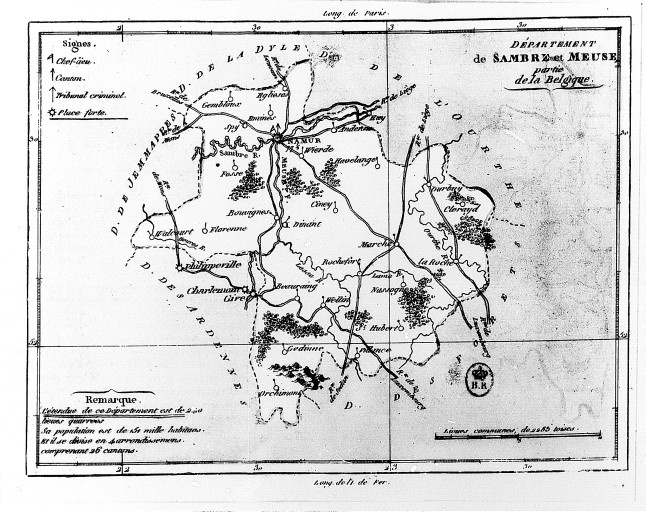

Deux-Nèthes · Dyle · Escaut · Forêts · Jemappes · Lys · Meuse-Inférieure · Ourthe · Sambre-et-Meuse
- Library of Congress Control Number: n2002108879
- Nationale Bibliotheek van Israël: 987007475852505171
- Virtual International Authority File: 152640107
- WorldCat: E39PBJbtkf7xRjpghB4dYCChHC